# Aufidus variabilis
Aufidus variabilis är en insektsart som först beskrevs av Schmidt 1910.  Aufidus variabilis ingår i släktet Aufidus och familjen spottstritar. Inga underarter finns listade i Catalogue of Life.